# مشبك مناعي
في علم المناعة، المشبك المناعي (بالإنجليزية: immunological synapse)‏ هو السطح الفاصل بين الخلية المقدمة للمستضد أو الخلية الهدف والخلية اللمفاوية مثل الخلية التائية أو البائية أو الخلية الفاتكة الطبيعية. سُمي السطح الفاصل في الأصل بعد تسمية المشبك العصبي، إذ يتشارك معه بالنمط الهيكلي الأساسي. يتكون المشبك المناعي من جزيئات تشترك في عملية تفعيل الخلايا التائية، تشكل هذه الجزيئات أنماطًا نوعية، تدعى عناقيد التفعيل. يعَد المشبك العصبي موضوع العديد من الأبحاث الجارية.

## البنية والوظيفة
يُعرف المشبك المناعي أيضًا بعنقود التفعيل فوق الجزيئي أو إس إم إيه سي. تتكون هذه البنية من حلقات مركزية تحتوي كل واحدة منها على عناقيد بروتينية منفصلة، يُشار إليها عادة بنموذج نقطة الهدف في المشبك المناعي:
- عنقود التفعيل فوق الجزيئي المركزي (c-SMAC) المتكون من الشكل الأسوي ثيتا لكيناز بروتين سي، وعنقود التمايز 2، وعنقود التمايز 4، وعنقود التمايز 8، وعنقود التمايز 28، وكيناز تيروسين بروتين الخاص بالخلية اللمفاوية (Lck)، وكيناز تيروسين بروتين طليعة الجين الورمي (Fyn).
- عنقود التفعيل فوق الجزيئي المحيطي (p-SMAC) الذي يتجمع ضمنه المستضد المرتبط بوظيفة الخلايا اللمفاوية-1 (LFA-1) وبروتين هيكل الخلية تالين.[4]
- عنقود التفعيل فوق الجزيئي البعيد (d-SMAC) المزود بجزيئات عنقود التمايز 43 وعنقود التمايز 45.[5][6]

على أي حال، أظهرت أبحاث جديدة عدم وجود نموذج «نقطة الهدف» في جميع المشابك المناعية. على سبيل المثال، تظهر أنماط مختلفة في المشبك بين الخلية التائية والخلية المتغصنة.
يُفترض أن هذا المعقد بأكمله لديه وظائف متعددة تتضمن (على سبيل المثال لا الحصر):
- تنظيم تفعيل الخلية اللمفاوية.[9]
- نقل معقدات ببتيد - معقد توافق نسيجي كبير (المعقدات المكونة من ارتباط الببتيد مع معقد التوافق النسيجي الكبير) من الخلايا المقدمة للمستضد إلى الخلايا اللمفاوية.
- توجيه إفراز السيتوكينات والحبيبات الحالّة.

أظهرت الأبحاث الأخيرة وجود تشابه مذهل بين المشبك المناعي والهدب الأولي، يعود هذا التشابه بشكل رئيس إلى إعادة ترتيبهما للأكتين بنفس الطريقة، وتوجيههما للجسيم المركزي نحو البنية، وتشاركهما جزيئات نقل متشابهة (أمثال IFT-2 وRAB8A وRAB11A). يعَد هذا التماثل الوظيفي والبنيوي موضوع العديد من الأبحاث الجارية.